# غارسيا الأول ملك ليون

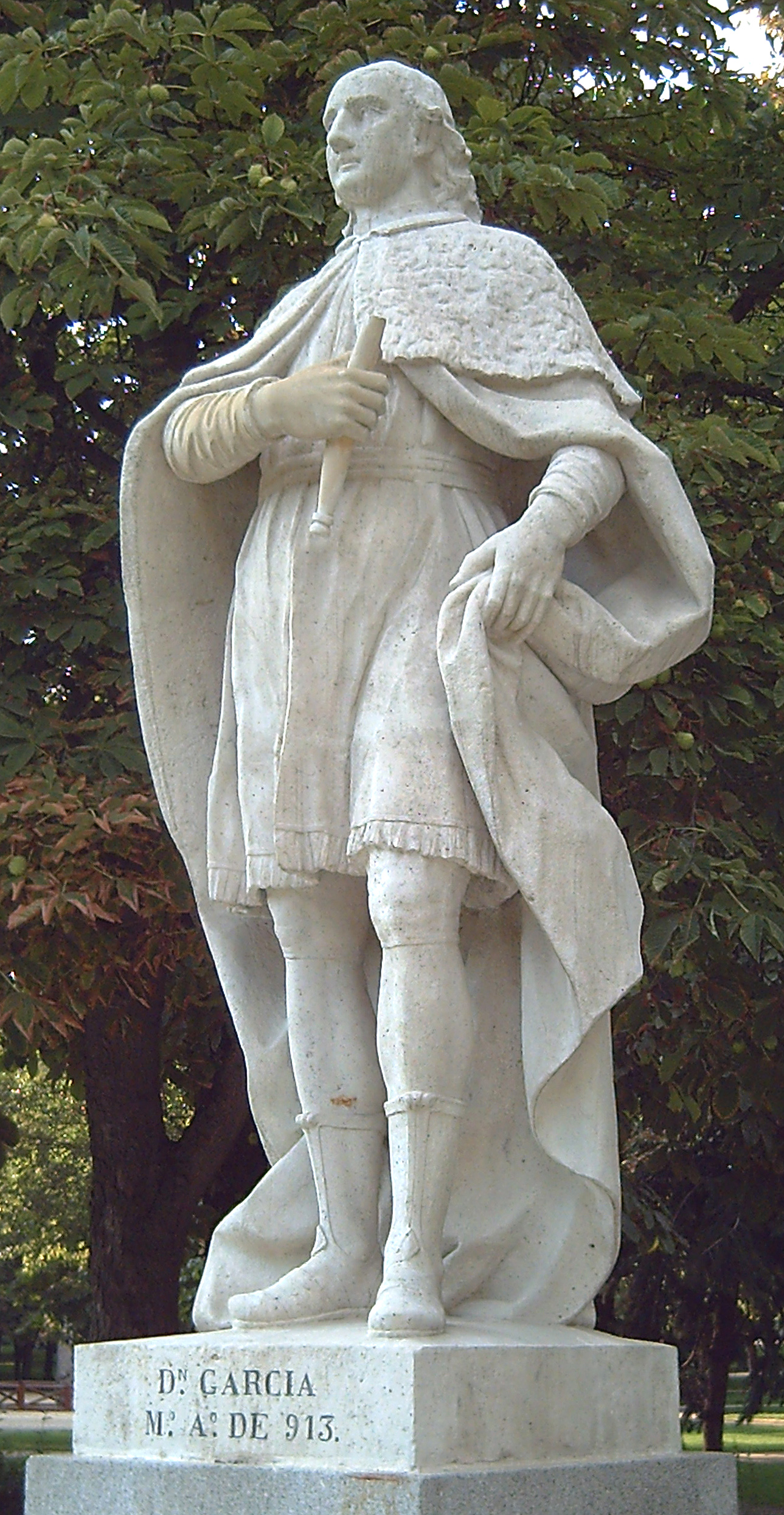
غارسيا الأول ملك ليون

غارسيا الأول (871 م تقريبًا – 914) ملك ليون منذ عام 910 م وحتى وفاته، وهو الابن الأكبر للملك ألفونسو الثالث ملك أستورياس من زوجته خيمينا.
عهد أبوه إليه ببعض الأعمال حتى عام 909 م، حيث تم كشف مؤامرة تورط فيها غارسيا لخلع أبيه. وفي العام التالي، تخلى ألفونسو عن العرش وقسم مملكته بين أبنائه الثلاثة. فكانت مملكة ليون من نصيب غارسيا، وجليقية لأردونيو، وأستورياس لفرويلا.
أمضى غارسيا عهده في تحصين منطقة نهر دويرة وإعادة إسكان مدن روا ووخشمة وقلونية وشنت إشتيبن. كما شهد عصره، صعود نجم غونثالو فرنانديث كونت قشتالة. توفي غارسيا في سمورة دون وريث، فضم أخوه أردونيو ليون إلى مملكته.